# Жендзіни
Жендзіни (пол. Rzędziny) — село в Польщі, у гміні Добра Полицького повіту Західнопоморського воєводства.
Населення — 246 осіб (2011).

## Демографія
Демографічна структура станом на 31 березня 2011 року:
|          | Загалом | Допрацездатний вік | Працездатний вік | Постпрацездатний вік |
| -------- | ------- | ------------------ | ---------------- | -------------------- |
| Чоловіки | 138     | 23                 | 108              | 7                    |
| Жінки    | 108     | 21                 | 71               | 16                   |
| Разом    | 246     | 44                 | 179              | 23                   |